# Mélyhúzás

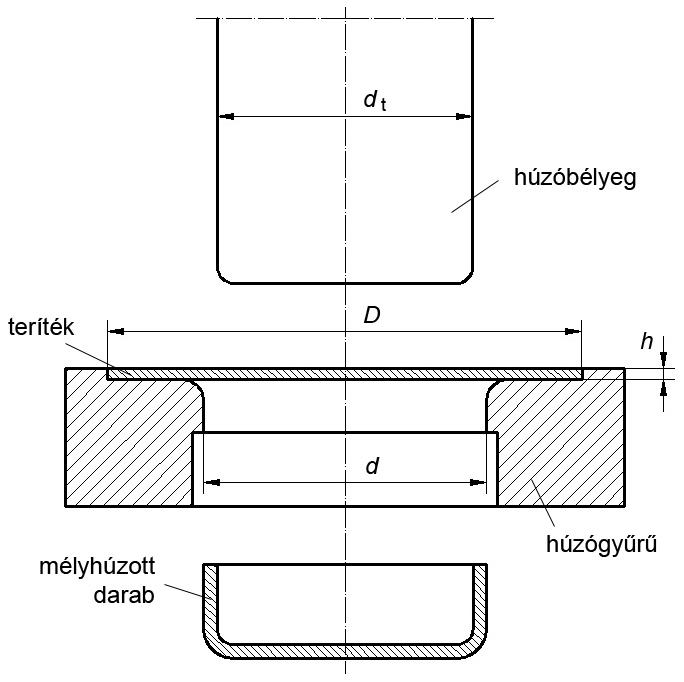
A mélyhúzás elve

A mélyhúzás olyan képlékeny alakító eljárás, amellyel sík lemezből üreges testet állítanak elő. Az egyik leggyakoribb és legfontosabb lemezalakító eljárás, melynek során sík lemezből üreges testeket állítanak elő.

## A technológia áttekintése

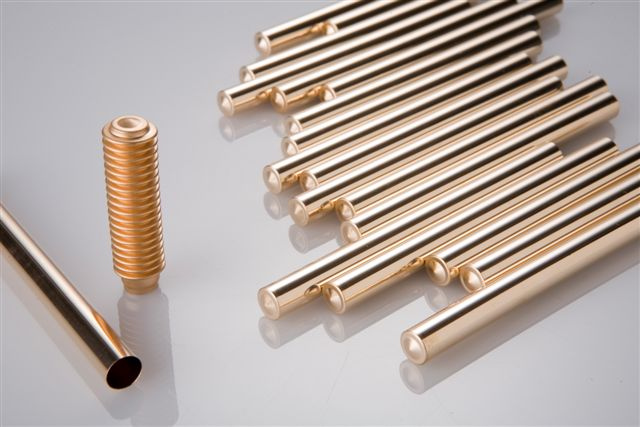
Mélyhúzással készült alkatrészek

Mélyhúzáskor a kiinduló lemezt – a terítéket – húzószerszámban alakítják úgy, hogy húzótüskével átnyomják a húzószerszámon, általában több egymást követő fokozatban. Továbbhúzáskor az üreges előgyártmányt tolják át egyre csökkenő átmérőjű szerszámokon. A mélyhúzás során a teríték még nem alakított része megemelkedik, felhullámosodik, ezért ún. ráncfogóval leszorítják. Az alakítást általában hidegen végzik, csak ritkán alakítanak melegen. A súrlódás és a húzóerő csökkentése, valamint a darab könnyebb eltávolíthatósága érdekében a lemezt és a szerszámot kenni kell, bizonyos esetekben foszfátozhatják, rezezhetik is a lemez felületét.
A húzóerőt a húzóbélyeg fejti ki, amely mozgása közben behúzza a lemezt a húzószerszámba. A húzóbélyeg a lemezt először a húzógyűrű élére hajlítja, majd kiegyenesíti. A mélyhúzás egyik változata (falgyengítésés mélyhúzás) szerint olyan terméket is előállíthatnak, amelynél a csésze falvastagsága kisebb a fenékvastagságnál, azaz a falat vékonyítani kell. Ilyenkor több lépésben történik az alakítás, az első fokozat ráncfogóval, a további(ak) ráncfogó nélkül. A művelet végén a kész üreges darabot lehúzó vagy kitoló segítségével távolítják el.
A mélyhúzást általában mechanikus működtetésű sajtókon végzik, de használnak hidraulikus sajtókat is. A kettős működtetésű mechanikus sajtókon a ráncfogót excenter- vagy bütykös tárcsával, forgattyúval vagy könyökemelővel mozgatják. Egyszerű darab esetén használhatnak merev ráncfogót is. Az alakító gép megválasztásakor többféle szempontot kell figyelembe venni:
- A mechanikus sajtóknak sokkal nagyobb a löketszáma, ami nagyobb termelékenységet jelent.
- A mechanikus sajtókon az energiát a lendítőkerékben tárolják, így a hajtó motor sokkal kisebb, mint a hasonló teljesítményű hidraulikus sajtókon.
- A hidraulikus sajtó a teljes lökete folyamán állandó alakító erőt fejt ki, míg ugyanez mechanikus sajtón az excenter állásától függ.
- Hidraulikus sajtón a löket és a sebesség egymástól független, az excentersajtókon ezek az excenterhajtással vannak összefüggésben.
- A hidraulikus sajtót nem lehet mechanikusan túlterhelni, a mechanikus sajtónak ilyen értelemben korlátai vannak.

## Elméleti alapok
A mélyhúzás során a lemez alapanyagot meglehetősen összetett igénybevétel terheli, amit leginkább a sík feszültségállapottal lehet elemezni. Az első vagy előhúzáskor a képlékeny alakváltozás a terítéknek arra a körgyűrű alakú részére korlátozódik, amely a húzószerszám és a ráncfogó közé esik, ahol radiális húzó- és tangenciális nyomófeszültség ébred. A mélyhúzás folyamán a lemezvastagság növekszik, ami a ráncfogóra ható erőt növelné, de ennek megfelelő kialakításával elérhető, hogy a ráncfogó erő állandó legyen.
A mélyhúzáskor fellépő alakító erő Sachs szerint:
{\displaystyle F=h\cdot d\cdot \pi \cdot \sigma _{h}},
ahol:
{\displaystyle h}: a kiinduló lemez vastagsága,
{\displaystyle \sigma _{h}=\sigma _{h0}+\psi \cdot k_{fk}\cdot \ln {\frac {D_{x}}{d}}}: az átlagos húzófeszültség,
{\displaystyle k_{fk}}: a közepes alakítási szilárdság,
{\displaystyle \sigma _{h0}=2\cdot {\frac {F_{r}}{d\cdot \pi \cdot h}}}: a ráncfogó erő által kifejtett közepes súrlódási feszültség,
{\displaystyle F_{r}}: a ráncfogó erő.
A húzóerő nagyságát több tényező is befolyásolja (geometriai viszonyok, anyagminőség, ráncfogó erő, kenés).
Fontos befolyásoló paraméter a húzószerszám  (matricának is nevezik) élének a lekerekítési sugara. A lekerekítési sugárnak optimuma van, a nagyobb kedvezőbb, de a túl nagy sugár a ráncosodásra hat kedvezőtlenül. A lekerekítési sugár a lemezvastagság arányában: {\displaystyle r_{sz}/h} = 5…10.
Egy másik geometriai tényező a húzórés, azaz a húzógyűrű és a húzóbélyeg közötti rés nagysága. Első közelítésben, feltételezve, hogy a lemezvastagság változatlan a húzás folyamán, a húzórés azonos a lemezvastagsággal. A lemez vastagságának növekedése miatt azonban annak 1,15…1,2-szeresével számolnak.
A mélyhúzás paramétereit úgy kell beállítani, hogy ne a húzott anyagrészben fellépő húzóerő ne okozzon szakadást. A megengedhető legnagyobb húzóerő:
{\displaystyle F_{meg}=h\cdot d\cdot \pi \cdot R_{m}\cdot \left({\frac {D}{d}}-k\right)},
ahol:
{\displaystyle d} a húzott csésze belső átmérője,
{\displaystyle D} a teríték átmérője,
{\displaystyle k} a súrlódási viszonyoktól függő tényező.
Amennyiben több fokozatban történik a mélyhúzás, a továbbhúzás erőviszonyainak a tisztázására a csőhúzás elméleti ismereteit kell felhasználni.

## További mélyhúzó eljárások
A mélyhúzás fentebb ismertetett módszerén kívül számos, más elvek szerinti eljárás is kialakult.
- Alakítás gumipárnákkal: Ezt a módszert elsősorban hidraulikus sajtókon alkalmazzák. A felső, mozgó szerszámban többrétegű gumipárnákat helyeznek el, s ez a gumipárna a lemezt lefelé haladva a bélyeg köré sajtolja. Ennél a módszernél viszonylag vékony falú és viszonylag alacsony darabok állíthatók elő. Az eljárást kiegészíthetik ellentartóval. s ennek alkalmazásával magasabb darabot is elő lehet állítani – a ráncosodás veszélye nélkül.
- Alakítás gumipárnákkal és hidraulikus tömlővel: A darabot, a bélyeget (mintát) és a gumipárnát zárt szerszámba helyezik, az alakító erőt egy gumitömlőbe sajtolt víz szolgáltatja. Ezzel a módszerrel is kisebb mélységű darabokat lehet előállítani.
- Alakítás robbantással: A terítéket ráteszik a kívánt alakú szerszámra (gondolhatunk például parabolaantenna tányérjára), a lemez fölé robbanóanyagot helyeznek. A robbanáskor a lökéshullám rásajtolja a lemezt a szerszámra. Az eljárás egyik előnye az olcsó szerszám, mert fémeken kívül készülhet fából, betonból, műanyagból stb.